# Gerhard Friedrich Kegebein
Gerhard Friedrich Kegebein, in der Literatur häufig falsch als Georg Friedrich Kegebein bzw. Kägebein (* 1737 in Hinrichshagen, heute Ortsteil von Woldegk; † 26. September 1813 in Sabel) war ein deutscher Dichter und eine literarische Figur in der Humoreske Dörchläuchting von Fritz Reuter.

## Biografie
Gerhard Friedrich Kegebein war einer der Söhne des Pastors von Hinrichshagen, Friedrich Kegebein (1684–1775), und dessen Frau Regina Dorothea, geb. Grantzow (1711–1792). Weder seine Taufe noch die seiner Geschwister wurden vom Vater im Kirchenbuch Hinrichshagen verzeichnet, obwohl der dort seit 1731 das Pfarramt verwaltete.
Über Kegebeins Biographie ist nicht viel Konkretes bekannt. Wahrscheinlich als Enkel des aus Neubrandenburg stammenden Akademikers (Theologen?) Christian Kegebein, der 1669 in Rostock einen gereimten Nachruf auf den verstorbenen Neubrandenburger Superintendenten Adolf Friedrich von Preen (1623–1669) veröffentlichte, ließ sich Kegebein im Oktober 1758 als Gerh. Fried. Keegebein in die Matrikel der Universität Rostock einschreiben. Später (angeblich 1761–1764) soll er in Jena studiert und erst am 30. Januar 1771 vor der herzoglichen Justizkanzlei in Neustrelitz das erste juristische Examen (Advokat) bestanden haben. Anschließend ließ er sich als Kanzleiadvokat in Neustrelitz nieder, der Residenzstadt des Landesteils Mecklenburg-Strelitz, und bemühte sich um eine Existenz im juristischen Tagesgeschäft. „Indeß scheint er nach der Ansicht eines dortigen Gerichtsbeamten kein gesuchter Rechtsbeistand gewesen zu sein, weil in den alten Akten der ehemaligen Justizkanzlei, die 1879 zum Einstampfen verkauft wurden, nur wenige Schriftzüge aufzufinden waren.“ Gleichwohl führt der Staatskalender ihn 1806 noch immer als Advokat in Neustrelitz.
Der Berufsalltag ließ Kegebein, der schon zu Lebzeiten als Sonderling und Original galt, anscheinend hinreichend Muße für literarische Aktivitäten. 1792 veröffentlichte er einen ersten Band Fabeln, Erzählungen und geistliche Lieder, dem niemals ein weiterer folgte. Ein größeres Heldengedicht von 64 Strophen mit dem Titel Die auf den Backofen geschobene Schöne oder Der Sprung durch den Schlehdorn blieb zwar ungedruckt, ist aber als Manuskript überliefert und gehört neben einem eigenhändigen Brief Kegebeins zum Bestand des Fritz Reuter Literaturarchivs in Berlin. Neben diesen beiden Autographen konnten bisher keine weiteren Handschriften Kegebeins nachgewiesen werden.
Ohne erkennbaren wirtschaftlichen Erfolg und unverheiratet strandete Kegebein zuletzt um 1807 im Haushalt eines Bruders, der Pächter des Kirchengutes Sabel bei (Burg) Stargard gewesen ist und kurz vor ihm starb (in einem See ertrank). Kurz vor seinem Tod musste Kegebein – inzwischen 76 Jahre alt – wegen eintretender Geistesschwäche entmündigt und unter Kuratel gestellt werden. Wenig später starb er an einem Schlagfluss (Schlaganfall).
1895 war sein Grab auf dem Dorffriedhof von Sabel noch vorhanden. In den späten 1980ern ließ Jürgen Borchert beim Sortieren seiner Zettelkästen nochmals danach suchen, jedoch ohne Erfolg. Inzwischen war ein Teil des Friedhofs aufgelassen und mit einem Kuhstall bebaut worden. „Und damit wollen wir Kegebeinen denn nun in Frieden schlummern lassen unter seinem Rinderstall,“ resümierte Borchert. „Wenn er auch den Parnaß nicht erklomm – die Unsterblichkeit des unfreiwilligen Humors ist ihm allemal sicher. Wie Friedrich von Preußen seine Madame Karschin hatte, so hatte eben Adolph Friedrich von Mecklenburg seinen Kegebein.“

## „Advokat Kägebein“ als Literarische Figur
Es war der mecklenburgische Schriftsteller Fritz Reuter, der 1866 im 3. Kapitel seiner Humoreske Dörchläuchting den „Herrn Avkaten Kägebein“ als literarische (Witz-)Figur einführte und sich dabei mit seiner Abneigung gegenüber dergleichen „Dichterlingen“ nicht zurückhielt. Offenbar hat Reuter Gedrucktes und Ungedrucktes von Kegebein gekannt und verarbeitet. Die Begegnung von Kägebein mit dem Konrektor der Neubrandenburger Gelehrtenschule Aepinus gehört zu den schönsten Szenen der Humoreske: „Nun sagen Sie mal, dichten Sie schon lange?“ fragt jener Kägebein, nachdem der ihm einige Kostproben seiner literarischen Geistesblitze gegeben hatte. „I ja, wohl an die 15 bis 20 Jahr.“ – „Dann lassen Sie’s jetzt sein, denn dann haben Sie Ihre Schuldigkeit vollkommen getan“.